# 試替哥

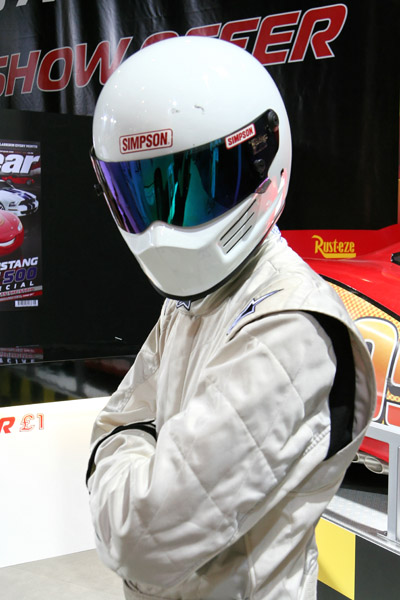

試替哥（英語：The Stig，中国版译为“斯蒂格”），為英國廣播公司（BBC）著名汽車資訊類電視節目中的一個設定角色，常以一身黑色或白色賽車服亮相，外加头戴全罩式安全帽（或正式的賽車頭盔），是一位默不發聲的神秘車手，在節目中擔任試車工作，嘗試為不同型號的汽車定下最快圈速。

## 真實身份

### 黑衣試替哥
活躍於2002至2003年，由第1季第1集開始，直至第3季第1集當中他的「死亡」一幕為止，其真正身份一直成疑。雖然早於2002年1月，已有報導指佩里·麥卡錫是「試替哥」，不過卻遭到了麥卡錫本人的否認。
有傳「試替哥」被解約，因為他於第2季結束後出版了一本自傳，透露了其真身。亦有說他被車主控告弄壞汽車，事件沒有得到本公司的支持，繼而憤然離開。2009年，佩里·麥卡錫向報章披露，「試替哥」從來都由多人扮演，包括他本人和朱利安·貝利。

### 白衣試替哥（第一代）
自2003年11月首度現身開始，一直无人知道他是谁；其真正身份一直眾說紛紜，傳媒的猜測包括本·柯林斯、戴蒙·希爾、朱利安·貝利、拉斯·斯威夫特、達倫·特納、蒂姆·施里克、蒂夫·尼德爾等等。
2009年6月，「試替哥」於該節目中除掉頭盔，顯露其真正身份為迈克尔·舒马赫。事後，的節目發言人向傳媒公佈，舒马赫只是被請來測試法拉利FXX的試車員，而對於「試替哥」的真正身份，仍然守口如瓶。
2010年8月，英國廣播公司就「試替哥」出版自傳、披露其身份事宜採取法律行動。同年9月1日英國最高法院判決辯方勝訴，一書最終於9月16日得以出版，確認了「試替哥」實為本·柯林斯。

### 白衣試替哥（第二代）
2010年12月季度完結時，3位主持人扮成聖經之中東方三博士的模樣，馬槽內的卻是嬰兒「試替哥」。1個月後，在第16季的首映中，主持人解釋「試替哥」的生長速度奇快，已經完全育成，並在當季首集內測試了Ariel Atom V8和帕加尼Huayra。
在“三贱客”离开Top Gear之后，第三代试替哥继续参与了后面《Top Gear》节目的录制，直到2022年因为主持人车祸，BBC暂停了节目的制作，并于2023年正式宣布取消节目。
2024年9月，前Top Gear主持人主持人杰瑞米·克拉克森在其《The Grand Tour》最终集的观后活动中确认了第二代白衣试替哥身份为英国房车赛车手菲尔·基恩。

## “表兄弟”
- 在Top Gear中，常常是在英国以外的地区拍摄时会有试替哥的“表兄弟”在节目中出镜。[9]

### “非洲表哥”
- TopGear第十季第四集中，他在一块干涸的河床上测试主持人手中的三台老爷车。这位非洲大汉皮肤黝黑、体型壮硕，他没有身着与试替哥相同的白色赛手服，只是在戴头盔的基础上将私处进行了遮挡，试替哥的非洲表哥同样驾驶技术高超，开着已有几十年历史的老爷车在“赛道”上从容驰骋

### “胖表哥”
- TopGear第十二季第一集中，一位更加壮硕的Stig家族成员完成了一场精彩的卡车漂移秀，他的名字叫做“胖试替哥”。

### “共产主义表兄”
- 这位试替哥身穿一套红色赛手服，为观众们展示了过人的车技，此后经证实，这位试替哥的越南表弟是TopGear节目组从越南当地请来的一位摩托车特技车手。

### “素食表哥”
- TopGear第十四季第二集中，节目中又出现了一位试替哥的素食表哥，由于在这期节目中，三位主持人亲手打造了一台电动车，节目组就电动车的零排放特性发挥想象，请出了这样一位“吃素”的试替哥，这位“试替哥”身穿绿色赛手服、头戴绿色头盔、脚蹬凉鞋。他的任务便是测试这台主持人自制的电动车究竟能够续航多久，然而就在测试开始35分钟后，素食Stig便“死”在了车内。